# Ешольцматт-Марбах
Ешольцматт-Марбах (нім. Escholzmatt-Marbach) — громада  в Швейцарії в кантоні Люцерн, виборчий округ Ентлебух.

## Географія
Громада розташована на відстані близько 38 км на схід від Берна, 33 км на південний захід від Люцерна.
Ешольцматт-Марбах має площу 106,4 км², з яких на 2,9% дозволяється будівництво (житлове та будівництво доріг), 47,3% використовуються в сільськогосподарських цілях, 46,5% зайнято лісами, 3,3% не є продуктивними (річки, льодовики або гори).

## Демографія
2019 року в громаді мешкало 4351 особа (-0,3% порівняно з 2010 роком), іноземців було 5,6%. Густота населення становила 41 осіб/км².
За віковим діапазоном населення розподілялося таким чином: 20,5% — особи молодші 20 років, 58,2% — особи у віці 20—64 років, 21,3% — особи у віці 65 років та старші. Було 1826 помешкань (у середньому 2,3 особи в помешканні).
Із загальної кількості 2324 працюючих 693 було зайнятих в первинному секторі, 766 — в обробній промисловості, 865 — в галузі послуг.